# Elimäki
Elimäki (in svedese Elimä) è stato un comune finlandese di 8 335 abitanti, situato nella regione del Kymenlaakso. È stato soppresso nel 2009 ed è ora compreso nel comune di Kouvola.